# ジョン・S・ベアード
ジョン・S・ベアード（Jon S. Baird, 1972年 - ）は、スコットランド・アバディーン出身の映画監督、映画プロデューサー、脚本家。主にイギリスで活動している。

## 経歴
1990年代後半に、映画製作のためロンドンに渡る。BBCでアシスタントを務めながら、やがてテレビドラマの演出を手掛けるようになり、2003年に初となる短編映画 "It's a Casual Life" で、監督・脚本・製作を務めた。それがきっかけとなり、2005年に映画『フーリガン』の共同プロデューサーに抜擢される。
その後、2008年に実話を基にした映画 Cass で長編監督のデビューを果たす。そして2013年、アーヴィン・ウェルシュの小説『フィルス』を原作に、ジェームズ・マカヴォイ主演で、映画『フィルス』の監督・脚本を務め、一気に世界的に名が知れ渡るようになった。

## 監督作品
- The State We're In （TVシリーズ、2002年）
- It's a Casual Life （短編映画、2003年）
- Cass （2008年）
- フィルス Filth （2013年）
- 僕たちのラストステージ Stan & Ollie （2018年）

## プロデュース
- Hooligans （2005年） - 共同プロデューサー